# Dordtsche Kil
Dordtsche Kil – rzeka w prowincji Holandia Południowa, w Holandii. 
Swój bieg rozpoczyna w okolicach Dordrechtu i Zwijndrechtu, odgałęziając się od Starej Mozy i płynąc na południe, kończy swój bieg wpływając do rzeki Hollandsch Diep przy wiosce Willemsdorp. Długość rzeki wynosi około 9 km.